# Ognon
Ognon foi uma comuna francesa na região administrativa de Altos da França, no departamento de Oise. Estendia-se por uma área de 4,82 km². Em 2010 a comuna tinha 145 habitantes (densidade: 30,1 hab./km²).
Em 1 de janeiro de 2019, passou a formar parte da nova comuna de Villers-Saint-Frambourg-Ognon.